# Tomás Hernández
Tomás Hernández Burillo (* 19. Februar 1930 in Saragossa; † 2. Januar 1982 ebenda), auch bekannt als Moreno, war ein spanischer Fußballspieler.

## Karriere
Moreno kam 1951 vom spanischen Klub UD Huesca zum FC Barcelona. Dort war der Stürmer gleich in seiner ersten Saison Bestandteil des legendären "Barça de les Cinc Copes" (Fünf-Pokale-Barça), das in der Saison 1951/52 alle Pokale gewann. Moreno spielte dabei mit den Barça-Legenden Estanislao Basora, César und László Kubala in einem Team. In der Saison 1952/53 war er mit 22 Ligatoren in 30 Spielen der erfolgreichste Torschütze seines Teams und war auf Platz zwei der Torschützenliste der Primera División hinter Zarra. Zusätzlich gewann er in dieser Saison wieder die Meisterschaft, den Pokal und den Superpokal. Nachdem er in den darauffolgenden Jahren mit Barcelona keine Titel mehr gewonnen hatte, verließ er Barcelona 1955 in Richtung UD Las Palmas. Nach einem Jahr wechselte Moreno zu Real Saragossa, wo er aber im Zeitraum von zwei Jahren nicht mehr an seine alte Form anknüpfen konnte und nicht einmal die Hälfte aller Ligaspiele bestritt.
Am 5. Juli 1953 debütierte Moreno im Dress der spanischen Nationalelf beim Spiel gegen Argentinien. Eine Woche später bestritt er auch schon sein zweites und letztes Länderspiel beim 2:1-Erfolg über Chile.

## Erfolge
- Spanischer Meister: 1952, 1953
- Copa de S.E. El Generalísimo: 1952, 1953
- Copa Eva Duarte: 1952, 1953
- Copa Latina: 1952